# Могилевский, Владимир Юрьевич
Влади́мир Ю́рьевич Могиле́вский (род. 17 февраля 1970, Москва, РСФСР) — немецкий пианист. Брат пианистки и композитора Елены Могилевской.

## Биография
В 1975 году поступил в Детскую музыкальную школу имени Гнесиных, затем — в Гнесинский институт, который закончил в 1994 году. Учился вместе с известным пианистом Евгением Кисиным. В 1995 году переехал в Германию.

## Концерты
В репертуаре Могилевского широкий спектр стилей академической музыки. Уже в 8-летнем возрасте он исполнял специально для него сочинённые произведения известных композиторов (среди других, произведения Татьяны Чудовой и Глеба Седельникова) на ведущих московских сценах и фестивалях. Он остался верен этой традиции, и до сих пор большое количество как известных, так и молодых талантливых композиторов со всего мира присылают и посвящают ему свои сочинения.
Могилевский исполняет и камерную музыку, проводит дуэтные вечера с известными музыкантами, среди прочих выступал с Мэттом Хаймовицем (Matt Haimovitz) (виолончель, США), Вадимом Репиным (скрипка), одно из таких исполнений было отмечено наградой в Охриде (см. ниже).
В концертных программах Могилевского известные произведения классиков сочетаются с забытыми: например, в 1998 году в дюссельдорфском концертном зале  Tonhalle Düsseldorf пианист исполнил Второй фортепианный концерт Чайковского в собственной редакции, основанной на рукописи композитора; в 1992 году Могилевский представил публике в бывших странах СССР Первый фортепианный концерт Дариюса Мийо; в 1999 году пианист исполнял Концертную музыку Пауля Хиндемита; в 2002 году — «Бурлеску» Р. Штрауса.
В 2002 году, после концерта на фестивале, посвящённом Ф. Листу в Концертном зале Бетховенского дома (Beethoven-Haus) в Боннe, Владимир дважды дал концерт из произведений Листа на историческом рояле композитора фирмы «Бехштейн» в его доме-музее в Веймаре.
Владимир Могилевский — официальный артист фирмы «Стейнвей».
С 2004 года Могилевский регулярно даёт сольные концерты в Берлинской филармонии и Большом зале Берлинского Концертхауза.

## Записи и трансляции
Могилевский записал множество произведений для радио и телевидения:
- несколько раз передавались телевизионные программы Могилевского «Лист» и двухчастная «Бетховен»;
- неоднократно в эфир радиостанции Deutsche Welle попадал сольный концерт Могилевского;
- Могилевский записал компакт-диск с этого концерта;
- диск «Один день в студии» передавался по радио WDR-3;
- Владимир Могилевский записал диск с музыкой, исполненной на 12 старинных клавишных инструментах, включая инструменты Моцарта и Бетховена.
- Могилевский снялся в музыкальном видеоклипе «Мечта в Венеции» на музыку ноктюрна Листа «Грёзы любви[англ.]».

## Награды
- Международный конкурс пианистов в Порту (Португалия, 1992 год) — II место и специальный приз за лучшую интерпретацию сонаты Бетховена World Federation of International Music Competitions
- Сонатный вечер с Вадимом Репиным на Международном летнем фестивале в Охриде (Македония, 1998 год) — гран-при за лучший концерт на фестивале. Ohrid International Summer Festival
- Международная Премия «за выдающиеся успехи в музыкальном искусстве» в Берлине (Германия, 2004)

## Отзывы в прессе
- «Русский пианист превосходен» — Andrew Spence, «The Reader», Испания (1-7.06.1996)
- «Элегантный и восторженный экстаз на рояле. Русский пианист блистал в дюссельдорфском Тонхалле» (премьера Второго фортепианного концерта Чайковского в редакции Владимира Могилевского) — Lars Wallerang, «Westdeutsche Zeitung», Германия (11.05.1998)
- «Концерт Могилевского в зале консерватории имел грандиозный успех» — Bernard Kruger, «Noordwes gazette», Южная Африка (27.11-03.12.2001)
- «Владимир Могилевский — пианист мирового класса» (исполнение 19-го фортепианного концерта Моцарта) — «Westfälische Rundschau»,Германия (17.05.2003)
- «Владимир Могилевский — исключительный и выдающийся» — Tomie Poquet, «Balearen», Испания (10.1993)
- «Продолжатель традиций Листа» — Сергей Гаврилов, «Europa-Express», Германия (10-15.05.2004)
- «Грандиозный талант!» — «Midi Libre», Франция (1.09.2001)
- «Владимир Могилевский явился конгениальным интерпретатором музыки Шопена» — Jürgen Zibell, «Lubecker Nachrichten», Германия (09.06.2006)
- «Владимир Могилевский — поистине гений и выдающийся пианист экстракласса!» — Jürgen Zibell, «Lubecker Nachrichten», Германия (04.2007)
- «Могилевский на пути к великим пианистам» — Claudia Dienst, «Hörproben», «West Deutsche Rundfunk»,Германия (30.01.2002)